# Kay Voser
Kay Voser (* 4. Januar 1987 in Baden, Kanton Aargau) ist ein ehemaliger Schweizer Fussballspieler, der zuletzt bei Charlotte Independence in der United Soccer League unter Vertrag stand.

## Karriere

### Vereine

#### Grasshopper Club Zürich
Kay Voser spielte als Kind beim FC Fislisbach, kam aber bereits als Zehnjähriger zum Grasshopper Club Zürich (GC). Als Spieler der zweiten Mannschaft (U-21) wurde er in der Saison 2005/06 dreimal in der Super League eingesetzt. Seit 2006 gehörte er zum Erstligakader von GC.
Bei den Nachwuchsnationalmannschaften der Schweiz erbrachte er gute Leistungen. Am 26. März 2006 debütierte er im Spiel GC gegen den FC Schaffhausen unter Trainer Krassimir Balakow, damals noch im Mittelfeld, in der Super League. Zuerst ausschliesslich als linker Aussenverteidiger eingesetzt, erzielte er später als Mittelfeldspieler am 17. März 2007 beim 5:0-Sieg gegen den FC Luzern per Kopfball seinen ersten Treffer. Danach spielte Voser meist wieder in der Verteidigung.

#### FC Basel
Im Mai 2011 unterzeichnete Voser beim amtierenden Schweizer Meister FC Basel (FCB) einen Dreijahresvertrag. Sein Debüt in einem Ernstkampf für den FCB gab er am 16. Juli 2011 beim 1:1 im Auftaktmeisterschaftsspiel gegen den BSC Young Boys im Stade de Suisse von Bern.
Am Ende der Saison 2012/13 wurde Voser mit dem FC Basel zum zweiten Mal Schweizer Meister und stand im Final des Schweizer Cups, den die Basler im Penaltyschiessen verloren. In der UEFA Europa League 2012/13 rückte er mit dem FC Basel bis in den Halbfinal vor und musste dort gegen den amtierenden UEFA-Champions-League-Sieger FC Chelsea antreten. Die Basler verloren sowohl das Heim- als auch das Auswärtsspiel und schieden mit dem Gesamtergebnis von 2:5 aus. In einer langen Saison mit total 76 Spielen (36 in der Super League, 6 im Cup, 20 in der Champions League und Europa League sowie 14 Testspiele) hatte Voser insgesamt 25 Einsätze, davon 13 in der Super League, drei im Cup sowie vier Einsätze in der Champions und der Europa League und fünf in Testspielen.
Sein erstes Tor in einem Pflichtspiel für Basel gelang ihm im Liga-Heimspiel gegen den FC Thun am 23. November 2013, als Basel 4:1 gewann.

#### FC Fulham
Zur Saison 2014/15 wechselte Voser zum englischen Zweitligisten FC Fulham, wo er einen Zweijahresvertrag mit Option auf ein weiteres Jahr unterschrieb. Sein Debüt gab er bei der 1:5-Niederlage am 4. Spieltag gegen Derby County, wo er in der 67. Spielminute anstelle von Tim Hoogland eingewechselt wurde.
Am 1. Februar 2016 wurde der Vertrag mit Voser aufgelöst. Er bestritt 13 Partien für den FC Fulham. Ein Tor gelang dem Aargauer während seiner Zeit nicht.

#### FC Sion
Nach der Vertragsauflösung mit dem FC Fulham unterzeichnete Voser einen Zweieinhalbjahresvertrag beim FC Sion. Nach einem halben Jahr und nur vier Einsätzen in der ersten Mannschaft wurde der Vertrag aufgelöst.

#### FC Zürich
Ende Juni 2016 schloss sich Voser dem Challenge-Ligisten FC Zürich an. In der zweiten Saisonphase 2017/18 figurierte er allerdings nicht mehr im Kader der ersten Mannschaft.

#### Charlotte Independence
2018 unterschrieb Voser einen Vertrag bis Ende Saison 2018 mit Charlotte Independence in der zweiten US-Liga, der USL Championship. Anfang 2019 beendete er seine Profikarriere.

### Nationalmannschaften
Voser hatte sein erstes Länderspiel in der Schweizer U-16-Mannschaft am 26. August 2002. Das Team spielte 2:2 gegen die deutschen U-16-Junioren. Sein erstes Länderspiel in der Schweizer U-21 spielte er am 7. Februar 2007 bei der 0:4-Auswärtsniederlage gegen die französische U-21. Insgesamt brachte er es auf sechs Einsätze im U-21-Nationalteam.

## Titel und Erfolge
FC Basel
- Schweizer Meister: 2012, 2013, 2014
- Schweizer Cupsieger: 2012
- Uhrencupsieger: 2011, 2013

## Nach der Profikarriere
Ab April 2019 absolvierte Voser ein Praktikum als Sportjournalist beim Tages-Anzeiger. Im Mai 2021 gab das Schweizer Fernsehen bekannt, dass es Voser und Marco Wölfli als neue Mitglieder des Expertenteams für die Super League engagiert habe.  Das Arbeitsverhältnis endete im November 2023.
In einem im Januar 2024 veröffentlichten Interview sagte Voser, er leide seit langem an einer Schizophrenie und habe dies verheimlicht. Im gleichen Monat war er in der Fernsehsendung «Gredig direkt» zu Gast, wo er mit dem Moderator Urs Gredig über die Krankheit sprach.
Anfang Juni 2025 erschien eine Podcastfolge des Podcasts „Spaghetti mit Ketchup und Chäs“ des Schweizer Moderators Jonathan «Jontsch» Schächter, in welchem Voser zu Gast war und über die vergangene Bekanntmachung seiner psychischen Leiden sprach und angab, dass diese mit einer Psychose in Verbindung gestanden haben soll.